# 황갈색배목화쥐
황갈색배목화쥐(Sigmodon fulviventer)는 비단털쥐과에 속하는 설치류이다. 멕시코와 미국 애리조나주, 뉴멕시코주에서 발견된다.